# Poznański
Poznański là một huyện thuộc tỉnh Wielkopolskie của Ba Lan. Huyện có diện tích 1900 km². Đến ngày 1 tháng 1 năm 2011, dân số của huyện là 327110 người và mật độ 172 người/km².